# Maurice De Padt
Maurice De Padt (Viane, 7 juli 1926 – 27 april 2006) was een Belgisch senator.

## Levensloop
De Padt was beroepshalve ambtenaar van de pensioendienst voor zelfstandigen.
Voor de PVV was hij van 1958 tot 1976 burgemeester van Viane en nadat Viane fuseerde met Geraardsbergen, was hij daar van 1977 tot 1982 gemeenteraadslid.
Daarnaast zetelde hij van april 1977 tot december 1978 in de Senaat als rechtstreeks verkozen senator voor het arrondissement Aalst-Oudenaarde. In de periode mei 1977-december 1978 had hij als gevolg van het toen bestaande dubbelmandaat ook zitting in de Cultuurraad voor de Nederlandse Cultuurgemeenschap, die op 7 december 1971 werd geïnstalleerd en de verre voorloper is van het Vlaams Parlement.
Hij was de vader van voormalig minister en burgemeester van Geraardsbergen Guido De Padt.